# Ster der Volkerenvriendschap
De  Ster der Volkerenvriendschap, in het Duits Der Orden Stern der Völkerfreundschaft geheten, was van 20 augustus 1959 tot het opheffen van die staat in 1989, een hoge, vooral voor diplomaten en relaties in het buitenland bestemde onderscheiding van de zogenaamde Duitse Democratische Republiek.
Het is een zogenaamde socialistische orde maar er zijn drie graden. De dragers zijn geen ridders of commandeurs.
- Grote Ster

Deze massief gouden onderscheiding werd aan een breed lint over de rechterschouder gedragen. Op de linkerborst droeg men een grote massief gouden ster.
- Gouden Ster

Deze verguld zilveren ster werd op de linkerborst gedragen.
- Zilveren Ster

Deze zilveren ster werd op de linkerborst gedragen.
Men verleende de orde aan personen voor bijzondere verdiensten voor de "promotie van begrip en vriendschap tussen volkeren".
Het kleinood is een ster met vijf punten. In het midden is het wapen van de DDR afgebeeld op een rood medaillon. De ster is op een krans van eikenbladeren gelegd die de bovenste arm van de ster bedekt.
1. Grote Ster der Volkerenvriendschap.
2. Gouden Ster der Volkerenvriendschap.
3. Zilveren Ster der Volkerenvriendschap.

Het lint heeft de kleuren van de Duitse vlag. Op de baton werd een kleine ster in het corresponderende metaal bevestigd.
Men verleende de orde aan Duitsers en vreemdelingen op voordracht van de voorzitter van de Staatsraad. De grote gouden ster van de orde was voor bevriende staatshoofden gedacht. Het was een van de vele onderscheidingen van maarschalk Tito
Banier van de Arbeid  ·
Blücher-orde ·
Held van de Arbeid ·
Held van de Duitse Democratische Republiek ·
Karl Marx-orde ·
Militaire Orde van Verdienste van de Duitse Democratische Republiek ·
Orde van Verdienste van het Ministerie voor Staatsveiligheid ·
Scharnhorst-orde · 
Stauffenberg-orde ·
Ster der Volkerenvriendschap ·
Strijdorde voor Verdienste voor Volk en Vaderland ·
Vaderlandse Orde van Verdienste
Zie ook: Ridderorden in de DDR